# Onimasa
Onimasa (en japonés, 鬼龍院花子の生涯 transliterado como, Kiryūin hanako no shōgai) es una película de drama criminal japonesa de 1982 dirigida por Hideo Gosha. Basada en la novela de Tomiko Miyao. Fue la presentación de Japón a la 55.ª edición de los Premios Óscar en la categoría Mejor Película en Lengua Extranjera, pero no fue nominada.

## Reparto
- Tatsuya Nakadai como Masagoro Kiryuin - Onimasa
- Masako Natsume como Matsue Kiryuin
- Shima Iwashita como Uta Kiryuin
- Tetsurō Tamba como Uichi Suda, El Jefe Grande
- Kaori Tagasugi como Hanako Kiryuin
- Akiko Kana como Tsuru
- Emi Shindō como Emiwaka, 2.ª amante
- Akiko Nakamura como Botan, 3.ª amante
- Mari Natsuki como Akio, amante del oponente
- Ryōhei Uchida como Suenaga
- Eitaro Ozawa como Genichiro Tanabe

## Producción
- Yoshinobu Nishioka - Director de arte[2]

## Lanzamiento
Onimasa se distribuyó en los Estados Unidos en octubre de 1985 con subtítulos en inglés.

## Premios y nominaciones
25.ª edición de los Premios Blue Ribbon
- Ganadora: Mejor actriz - Masako Natsume